# John Bradbury (cầu thủ bóng đá, sinh năm 1878)
John Jackson Longstaff Bradbury (sinh năm 1878, ngày mất không rõ) là một cầu thủ bóng đá người Anh. Là một outside right, ông có 57 lần ra sân ở Football League, ghi 7 bàn thắng, cho Lincoln City, Blackburn Rovers, Derby County, Barnsley và Bristol City.